# Spil for mig!
Spil for mig! (originaltitel: Make Mine Music) er en animationsfilm fra 1946 produceret af Walt Disney. Filmen, der er den den 8. film i rækken af Disneys klassikere, består af 10 dele med hver sin historie og fortælling.

## Filmens enkelte dele

### The Martins and the Coys
Denne del indeholder den dengang populær radio-vokalgruppe The Kings Men, som synger historien om Hatfields og McCoys indbyrdes kampe. Bjergene bliver brudt op, da to unge fra hver side bliver forelskede; de er de eneste overlevende fra hver sin side. Dette segment blev senere skåret fra filmens videoudgivelse på grund af tegneserien skyderi.

### Blue Bayou
Denne del indeholder en animation, som oprindeligt var tiltænkt Fantasia, hvor Claude Debussys komposition Clair de Lune skulle akkompagner. Men ved den tid Make Mine Music blev udgivet, blev Clair de Lune erstattet af den nye sang Blue Bayou sunget af Ken Darby Singers. Den oprindelige version af dette segment eksistere dog stadig.

### All the Cats Join In
Denne del var e af de to dele, som som Benny Goodman bidrog til. Scenen er innovativ, idet en blyant optegner handlingen, som den forløber, og dermed fungerer det hele på et metaplan. Stykket omhandler 1940'ernes teenagere, som bliver fejet væk af populærmusik.

### Without You
Denne del er en ballade om tabt kærlighed sunget af Andy Russell.

### Casey at the Bat
Denne del viser Jerry Colonna recitere digtet Casey at the Bat af Ernest Thayer, som omhandler den arrogante baseboldspiller, hvis attitude bliver hans undergang.

### Two Silhouettes
Denne del indeholder to live-action balletdansere, David Lichine og Tania Riabouchinskaya, der bevæger sig i silhuet med animerede baggrunde og figurer. Dinah Shore sang titelsangen.

### Peter and the Wolf
Denne del er en animeret dramatisering af Sergei Prokofiev komposition Peter og ulven fra 1936 med indtaling af skuespilleren Sterling Holloway. En russisk dreng, Peter, tager ind i skoven for at jage ulven med sine dyrevenner: fuglen Sasha, anden Sonia, og katten Ivan.

### After You've Gone
Denne del indeholder også Benny Goodman og sit orkester som fire antroforiske instrumenter, der paraderer gennem en musikalsk legeplads.

### Johnny Fedora and Alice Blue Bonnet
Denne del fortæller den romantiske historie om to hatte (Alice og John), som bliver forelskede i et udstillingsvindue ved et stormagasin. Da Alice bliver solgt, påtager Johnny sig til at finde hende igen. The Andrews Sisters synger i denne del. Ligesom de andre dele i filmen, så blev denne del senere udgivet i biograferne den 21. maj 1954.

### The Whale Who Wanted to Sing at the Met
Dette er den bittersøde finale om en kaskelothval med et utrolig musikalsk talent og sine drømme om at synge grand opéra. Dog mener den nærsynede impresario Tetti-Tatti, at hvalen blot har slugt en operasanger og jagter ham med harpun. Nelson Eddy fortalte og udførte alle stemmerne i denne del. Som Willie the Whale sang Eddy alle tre mandestemmer i den første del af seksteten fra Donizettis opera Lucia di Lammermoor. I sidste ende bliver Willie harpuneret og dræbt, men fortælleren blødgjorde slaget ved at fortælle, at den sang videre i himlen.